# Sminthurinus aureus
Sminthurinus aureus is een springstaartensoort uit de familie van de Katiannidae. De wetenschappelijke naam van de soort is voor het eerst geldig gepubliceerd in 1862 door Lubbock.